# Donacosa
Donacosa là một chi nhện trong họ Lycosidae.